# Deiner Córdoba
Deiner Córdoba (Pueblo Rico, Risaralda, Colombia; 21 de abril de 1992) es un futbolista colombiano. Juega de mediocampista en el Sheikh Russel KC de la Liga de Fútbol de Bangladesh.

## Bangladesh
Llegó al fútbol de Bangladesh de cara a la temporada 2017/18 juntó con su compatriota Hember Valencia. Durante la campaña disputaría 11 partidos anotando 2 goles y dos partidos de ronda clasificatoria de la Copa AFC 2018 perdiéndola su equipo con un global de 1-4 contra el TC Sports Club. Tras unas buenas campañas en noviembre de 2020 ficha con otro club de la liga el Sheikh Russel KC.

## Selección nacional

### Participaciones en Copas del Mundo
| Mundial                     | Sede    | Resultado            | Partidos | Goles |
| --------------------------- | ------- | -------------------- | -------- | ----- |
| Copa Mundial Sub-17 de 2009 | Nigeria | Cuarto lugar 8 goles | 6        | 1     |

## Clubes
| Club                 | País           | Año             |
| -------------------- | -------------- | --------------- |
| Deportivo Pereira    | Colombia       | 2009 - 2011     |
| Atlético Paranaense  | Brasil         | 2012            |
| Deportivo Pereira    | Colombia       | 2013            |
| Colorado Rapids      | Estados Unidos | 2013            |
| Deportivo Guastatoya | Guatemala      | 2014            |
| Boyacá Chicó         | Colombia       | 2015 - 2016     |
| Saif SC              | Bangladés      | 2017 - 2020     |
| Sheikh Russel        | Bangladés      | 2021 - presente |